# Rinrijirca
Rinrijirca (del Quechua Ancashino: rinri = oreja; hirka = montaña) es una montaña en la Cordillera Blanca de los Andes centrales de Perú, tiene aproximadamente 5810 metros de altura (19,836 pies).
Está localizado en el distrito de Santa Cruz en la provincia de Huaylas en la región Áncash, al sur de la montaña Pucajirca.